# Bezlotoxumab
El bezlotoxumab, comercializado con el nombre comercial de Zinplava, es un medicamento que se utiliza en las infecciones por Clostridium difficile para prevenir su recurrencia. Se utiliza junto con antibióticos.Se administra mediante inyección en vena  .
Los efectos secundarios más frecuentes son náuseas, diarrea, fiebre y dolor de cabeza  . Otros efectos secundarios pueden ser insuficiencia cardiaca .   La seguridad durante el embarazo no está clara .  Se trata de un anticuerpo monoclonal que se une a la toxina B de Clostridium difficile .
El bezlotoxumab se aprobó para uso médico en Estados Unidos en 2016 y en Europa en 2017 . En el Reino Unido, un vial de 1.000 mg cuesta al NHS unas 2.500 libras esterlinas a partir de 2021 . Esta cantidad en Estados Unidos cuesta unos 4.000 USD  .